# Tôm hùm lưng gù
Tôm hùm lưng gù, tên khoa học Petrarctus rugosus, là một loài tôm nũ ni trong họ Scyllaridae. Chúng được được Henri Milne-Edwards công bố mô tả lần đầu tiên vào năm 1837.